# Château de Durnes
Le château de Durnes est un château situé sur la commune de Durnes, dans le département du Doubs et la région Bourgogne-Franche-Comté.

## Situation
Le château médiéval était situé sur un promontoire en bout de plateau, au sommet de la vallée du ruisseau de Vau, affluent rive droite de la Loue. Protégé sur trois cotés par les falaises, il était seulement accessible par le coté nord qui bénéficiait de systèmes de défense.

## Historique
Le château médiéval appartenait initialement à la famille Durnach de Durnay. En 1305, la dernière héritière de cette lignée épouse Jean II seigneur de Vuillafans, devenue veuve elle devient la femme de Thiébaud de Rougemont qui accorde aux villageois une charte qui favorise le développement de la commune. La seigneurie de Durnes possédait notamment Étalans et de nombreux villages du plateau.
Ensuite le château fut possédé successivement par les sires de Vergy, de Grandson, de Vienne et de Beauffremont.
Le château fut détruit pendant la seconde conquête de la Franche-Comté du temps de Louis XIV et rasé en 1674.

## Description
La demeure actuelle fut reconstruite sur le même emplacement au XIXe siècle mais il ne subsiste du château médiéval que les soubassements situés du côté vallée ce qui permet néanmoins de se faire une idée sur l’importance du monument initial. Les communs, dont le linteau de la cheminée porte les armoiries de la famille de Vienne-Grandson, propriétaire du château de 1370 à 1526, ne semblent pas avoir subi de dommage.

## Galerie

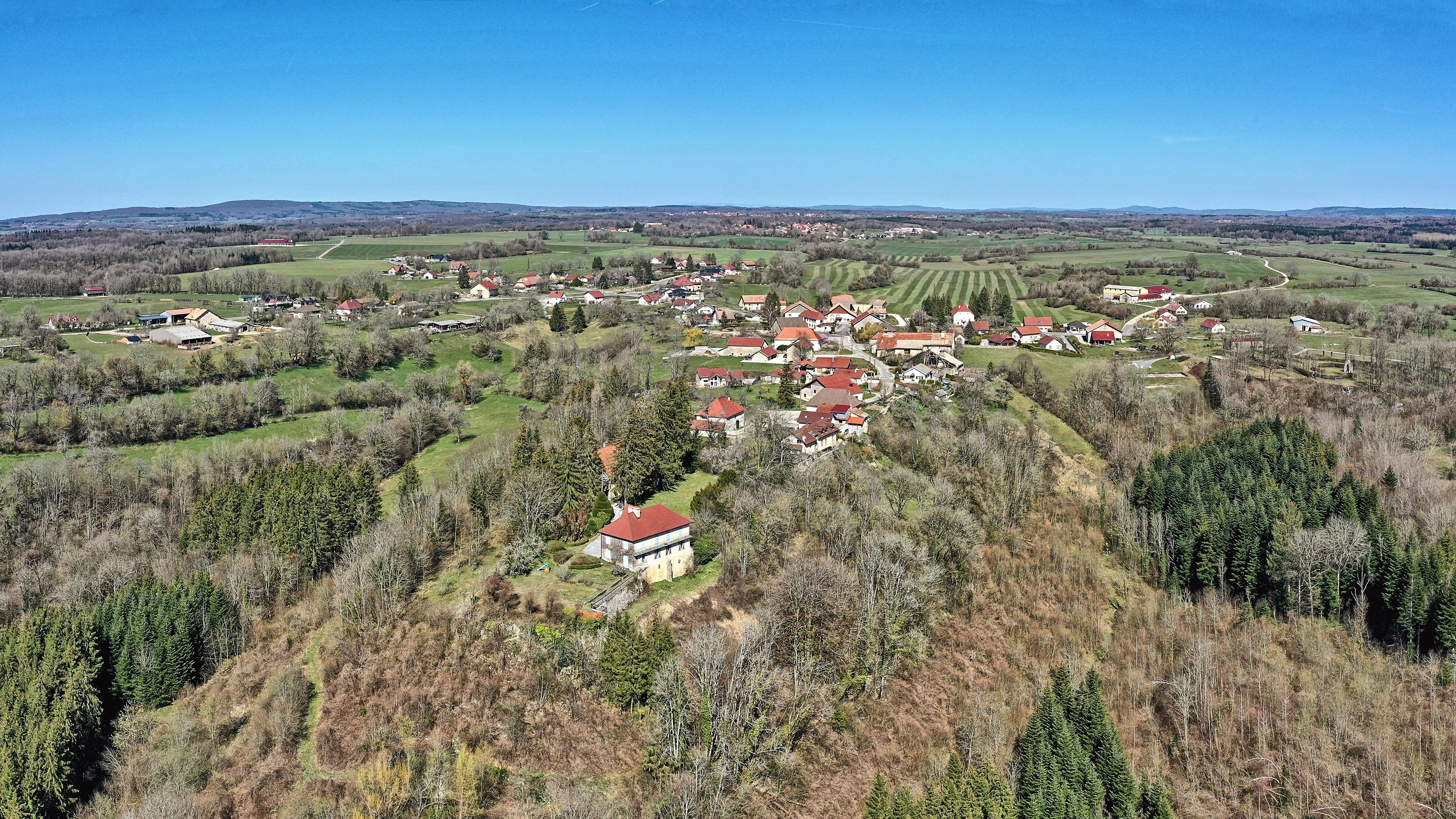
Le château sur son promontoire.
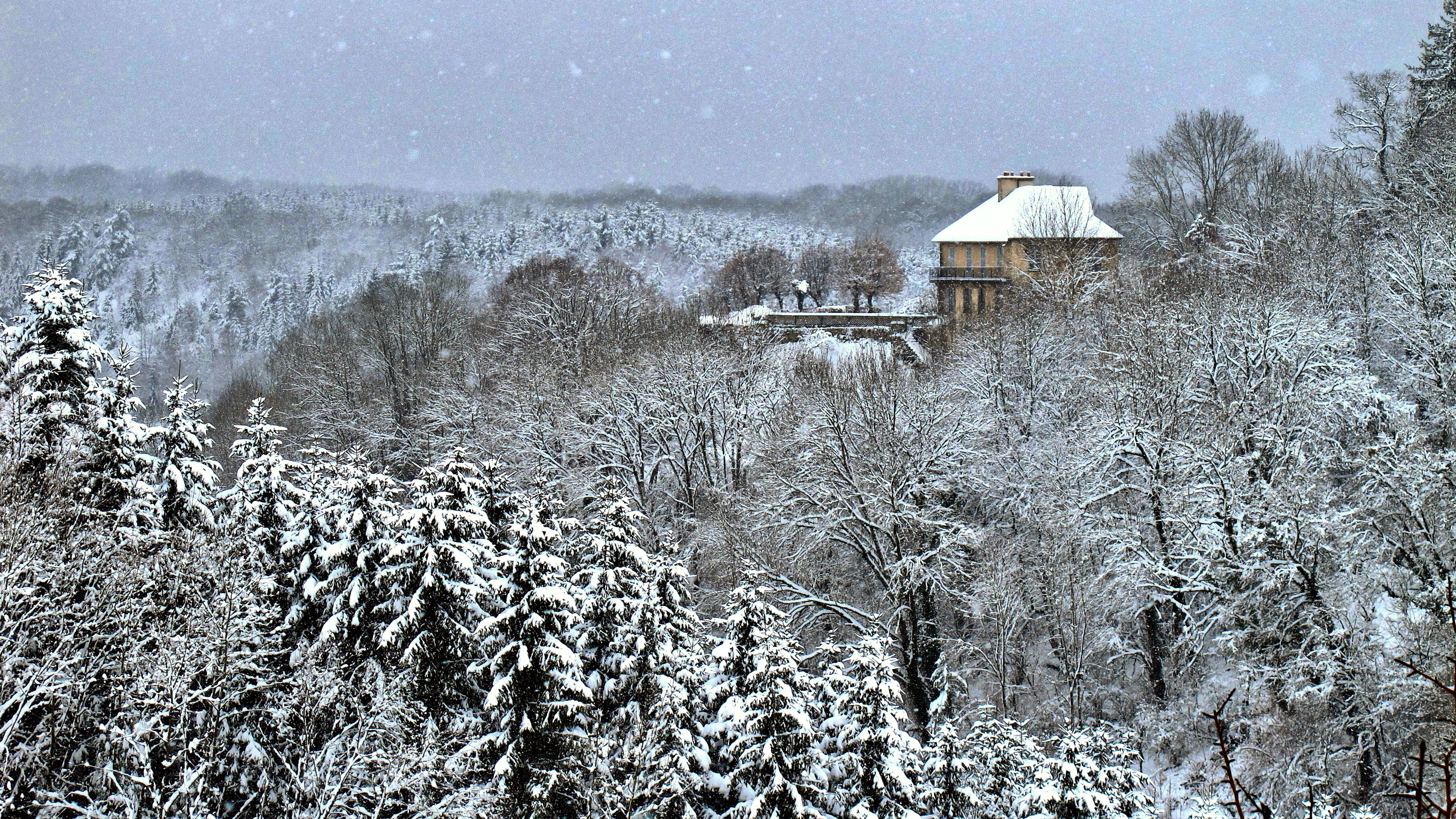
Le château sous la neige vu depuis le site de la Vierge.